# Новобелянская волость
Новобеля́нская во́лость — историческая административно-территориальная единица Старобельского уезда Харьковской губернии с центром в слободе Ново-Белинка.
По состоянию на 1885 год состояла из 4 поселений, 3 сельских общин. Население — 6785 человек (3400 мужского пола и 3385 — женского), 994 дворовых хозяйства.
|                       | Площадь, десятин | В том числе пахотной, дес. |
| --------------------- | ---------------- | -------------------------- |
| Сельских общин        | 19468            | 8039                       |
| Частной собственности | 1503             | 1323                       |
| Другой собственности  | 198              | 198                        |
| В целом               | 21169            | 9560                       |

Основные поселения волости по состоянию на 1885 год:
- Ново-Белинка — бывшая государственная слобода при реке Белая в 65 верстах от уездного города, 5456 человек, 830 дворовых хозяйств, 2 православные церкви, школа, 4 лавки, 5 ярмарок в год.
- Трембачово — бывший государственный хутор при реке Белая, 974 человека, 120 дворовых хозяйств.